# Портите (Кристо и Жан-Клод)
„Портите“ (на английски: The Gates) е наименованието на арт инсталация на артистите Кристо и Жан-Клод.
Авторите на проекта са инсталирали 7503 винилови „порти“ по протежението на 23 мили (37 км) пътеки в Сентръл Парк в Ню Йорк. Инсталацията е изложена от 12 до 27 февруари 2005 г.